# Pardalophora saussurei
Pardalophora saussurei är en insektsart som först beskrevs av Scudder, S.H. 1892.  Pardalophora saussurei ingår i släktet Pardalophora och familjen gräshoppor. Inga underarter finns listade i Catalogue of Life.